# Omar Hamdan
Omar Hamdan (* 1963 in Tira) ist ein israelisch-arabischer Islamwissenschaftler.

## Leben
Hamdan ist Sunnit und studierte an der Hebräischen Universität Jerusalem Islamwissenschaft und Arabistik, an der Universität Tübingen Vergleichende Religionswissenschaften. 1995 promovierte er dort bei Josef van Ess mit einer Schrift zum Thema „Die Koranlesung des Ḥasan al-Baṣrī (110/728)“. Anschließend war er an der Universität Bonn und der Freien Universität Berlin tätig. Seit Oktober 2011 ist er Professor für Koranwissenschaften an der Universität Tübingen und Leiter des dort neu gegründeten Zentrums für Islamische Theologie.

## Schriften (Auswahl)
- Studien zur Kanonisierung des Korantextes: al-Ḥasan al-Baṣrīs Beiträge zur Geschichte des Korans. Harrassowitz, Wiesbaden 2006 (Dissertation, Universität Tübingen, 1995 unter dem Titel Die Koranlesung des Ḥasan al-Baṣrī (110/728): Ein Beitrag zur Geschichte des Korantextes).